# STS-67
STS-67は、エンデバーを用いて行われた有人のスペースシャトル計画のミッションである。1995年3月2日にフロリダ州のケネディ宇宙センターから打ち上げられた。

## 乗組員
- 船長 - ステファン・オズワルド (3)
- 操縦手 - ウィリアム・グレゴリー (1)
- ミッションスペシャリスト1 - ジョン・グランスフェルド（英語版） (1)
- ミッションスペシャリスト2 - ウェンディ・ローレンス (1)
- ミッションスペシャリスト3 - タマラ・E・ジャーニガン (3)
- ペイロードスペシャリスト1 - サミュエル・デュランス (2)
- ペイロードスペシャリスト2 - ロナルド・パリセ (2)

## ハイライト

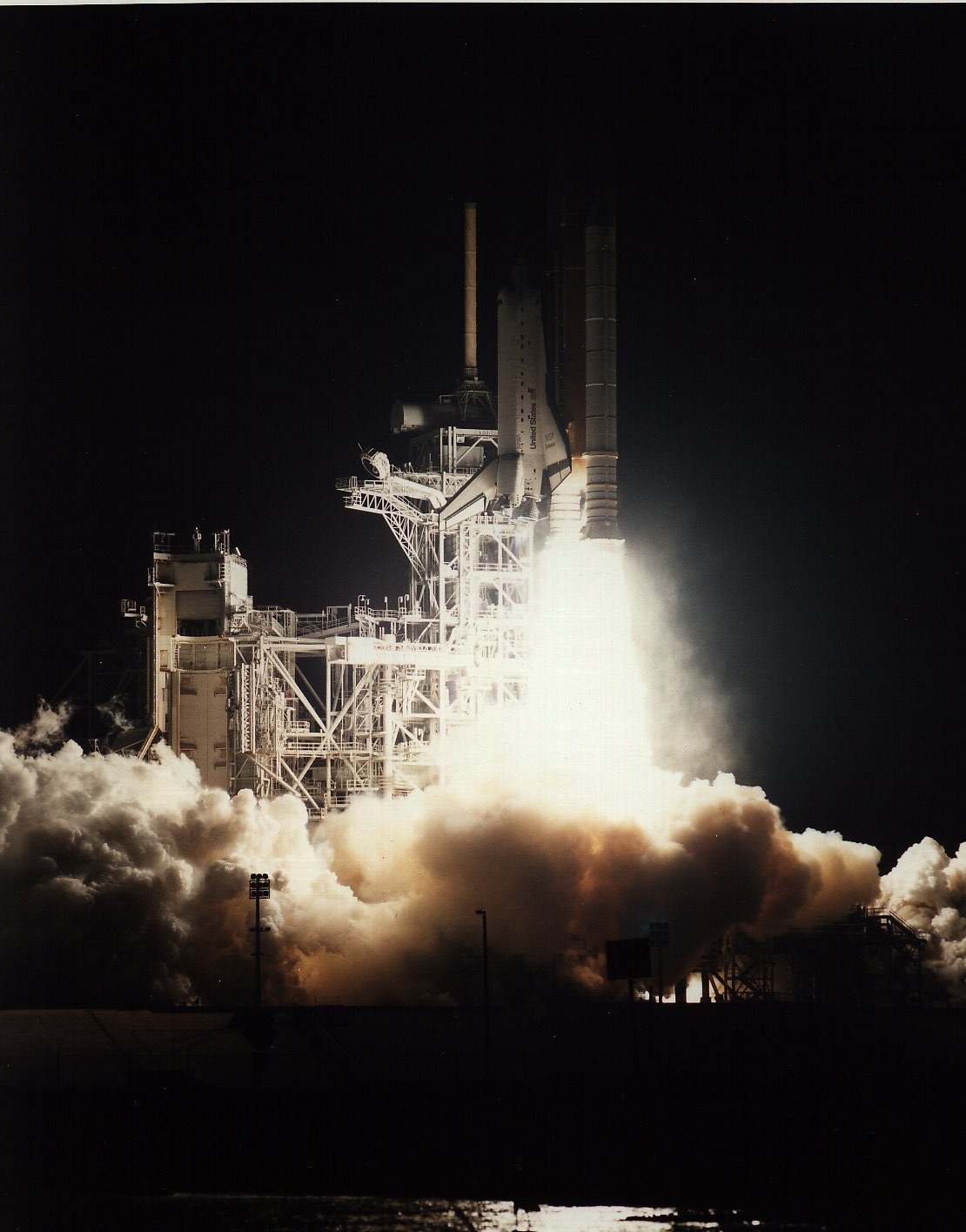
ケネディ宇宙センターから打ち上げられるエンデバー

Astro-2は、紫外線域での天体観測を目的に行われた2度目のスペースラブのミッションである。Hopkins Ultraviolet Telescope (HUT)、Ultraviolet Imaging Telescope (UIT)、Wisconsin Ultraviolet Photo-Polarimeter Experiment (WUPPE)の3つのユニークな機器から構成される。これらの実験は、600を超えるリストからターゲットを選び、太陽系内の天体から恒星、星雲、超新星残骸、銀河、活動銀河核までを観測した。このデータは、1990年12月にSTS-35で行われたAstro-1ミッションで集められたデータを補完した。
紫外放射の大部分は地球の大気で吸収されるため、地上からこのような研究を行うことはできない。スペクトルの遠紫外線、極紫外線の領域はAstro-1以前はほとんど調査できなかったが、宇宙の真の姿を得るためには、全ての波長の知識が必要であった。Astro-2の観測期間はAstro-1のほぼ2倍であり、1年のうち異なる時期に打ち上げられたことで、全天の別の部分を観測することができた。このミッションは、天文学者の間にある宇宙の理解の大きなギャップを埋め、将来のさらに大きな発見の基礎となることを目的として行われた。
ミッドデッキでは、Protein Crystal Growth Thermal Enclosure System Vapor Diffusion Apparatus-03 experiment (PCG-TES-03)、Protein Crystal Growth Single Thermal Enclosure System-02 (PCG-STES-02)、Shuttle Amateur Radio Experiment-II (SAREX-II)、Middeck Active Control Experiment (MACE)、Commercial Materials Dispersion Apparatus Instrumentation Technology Associates Experiments-03 (CMIX-03)、Midcourse Space Experiment (MSX)等の実験が行われた。
Middeck Active Control Experiment (MACE)は、宇宙工学の研究のためのペイロードである。
レートジャイロ、リアクションホイール、高精度指向性ペイロード等から構成される。実験の目標は、運動の擾乱を補償する閉ループの制御システムを試験することであった。軌道上で、船長のステファン・オズワルドと操縦手のウィリアム・グレゴリーは、MACEを用いてミッションの間、45時間以上を用いて、約200の異なる擾乱の状況について試験を行った。MACEからの情報は、将来の宇宙船において運動を補償するより優れた制御システムの設計に用いられる予定である。
G-387とG-388の2つのゲッタウェイスペシャルのペイロードも搭載された。この実験は、Australian Space OfficeとAUSPACE ltdが提供するものであった。目的は、深宇宙や近隣の銀河の紫外線観測である。これらの観測は、銀河の超新星残骸の構造やマゼラン雲内の熱いガスの分布、熱い銀河ハローの放射、銀河冷却に伴う放射等の研究のために行われた。これら2つのキャニスタはケーブルで結ばれた。キャニスタ1は、紫外線望遠鏡を収める自動ドアを備えていた。キャニスタ2は、データ貯蔵用の2つのビデオレコーダーと電池を収めていた。このミッションは、エンデバーの最長の飛行となった。

## ミッションの徽章
渦巻銀河、木星と4つの衛星（合計6つの天体）は、7つの恒星とともに、このミッションの番号がSTS-67であることを象徴している。エンデバーとASTRO-2も描かれている。